# Безіменна башта
Безіменна башта — пам'ятка архітектури національного значення України (охор. № 010071/9), що належить до комплексу пам'яток Генуезької фортеці в Судаку. Згідно з Переліком об'єктів нерухомої спадщини Судацької фортеці Національного заповідника «Софія Київська», башта має порядковий номер 7. Споруджена в XIV—XV століттях.
Безіменна вежа відкритого типу, в два поверхи — остання на схід. Коли і ким вона побудована — не встановлено, її закладна плита не збереглася. Безіменна вежа з кам'яними сходами, що з'єднують її з фортечною стіною, могла бути самостійним вузлом оборони Судакської фортеці.